# ジャック・マルーフ
ジャック・ガース・マルーフ（Jack Garth Maloof, 1949年10月12日 - ）は、アメリカ合衆国カリフォルニア州サンバーナディーノ郡レッドランズ出身の元プロ野球選手（外野手）・コーチ。

## 経歴
ラバーン大学では、アメリカンフットボールのワイドレシーバーと野球の外野手として活躍し、大学卒業後の1971年にミネソタ・ツインズへ入団。同球団を振り出しに、シンシナティ・レッズ、サンディエゴ・パドレス傘下のマイナーリーグでプレーをした後、1979年に西武ライオンズへ入団。西武初の外国人選手としてトニー・ミューサーと共に来日し、クラウチング・スタイルの打撃フォームはピート・ローズそっくりと評判であった。4月7日の開幕カード・近鉄戦（日生）で、1番・中堅手として先発で初出場。新生・西武ライオンズの船出となるこの試合の1回表にいきなり鈴木啓示から右前安打を放ち、安打は当然マルーフ自身の来日後初安打であったが、同時に西武球団史上最初の安打でもあった。同16日の日本ハム戦（西武）で5回裏に杉山知隆から適時打を放ち、初打点を記録。5月9日の南海戦（大阪）で3回表に森口益光から初ソロ本塁打を放ち、この試合は初本塁打を含む4打数4安打と打ちまくった。同16日の日本ハム戦（西武）では3安打3打点3盗塁と大暴れし、その後も主にトップバッターとしてシーズン終了までチームを牽引し続けた。俊足のアベレージヒッターという前評判通り、開幕から8試合連続で安打を放つなど146安打、打率.290の成績を残し、盗塁も18個を記録。打率.290は同年の西武の規定打席到達選手の中で最も高かったが、同年をもって現役を引退。
帰国後はリノ・シルバーソックス→リノ・パドレス（1980年 - 1982年）、ビューモント・ゴールデンゲイターズ（1983年）、スポケーン・インディアンス（1984年 - 1985年）と古巣・パドレス傘下のマイナーリーグで監督を歴任。スポケーン監督退任後はパドレス傘下マイナーリーグ打撃インストラクター（1986年 - 1989年）、パドレスコーチ（1990年）を務めた。退団後はフロリダ・マーリンズでマイナーリーグ打撃コーディネーター（1992年 - 1998年）、打撃コーチ（1999年 - 2001年）を務め、マーリンズ退団後はマートルビーチ・ペリカンズ打撃コーチ（2002年 - 2004年）→ブレーブス傘下マイナーリーグ打撃コーディネーター（2005年 - 2007年）、ロイヤルズ傘下マイナーリーグ打撃コーディネーター兼プレーヤー開発特別アシスタント（2008年 - 2012年）→打撃コーチ（2013年）を務めた。

## 詳細情報

### 年度別打撃成績
| 年 度    | 球 団    | 試 合 | 打 席 | 打 数 | 得 点 | 安 打 | 二 塁 打 | 三 塁 打 | 本 塁 打 | 塁 打 | 打 点 | 盗 塁 | 盗 塁 死 | 犠 打 | 犠 飛 | 四 球 | 敬 遠 | 死 球 | 三 振 | 併 殺 打 | 打 率 | 出 塁 率 | 長 打 率 | O P S |
| -------- | -------- | ----- | ----- | ----- | ----- | ----- | -------- | -------- | -------- | ----- | ----- | ----- | -------- | ----- | ----- | ----- | ----- | ----- | ----- | -------- | ----- | -------- | -------- | ----- |
| 1979     | 西武     | 129   | 566   | 503   | 65    | 146   | 26       | 0        | 12       | 208   | 48    | 18    | 11       | 7     | 3     | 52    | 1     | 1     | 48    | 4        | .290  | .358     | .414     | .771  |
| NPB：1年 | NPB：1年 | 129   | 566   | 503   | 65    | 146   | 26       | 0        | 12       | 208   | 48    | 18    | 11       | 7     | 3     | 52    | 1     | 1     | 48    | 4        | .290  | .358     | .414     | .771  |

- 各年度の太字はリーグ最高

### 記録
NPB
- 初出場・初先発出場：1979年4月7日、対近鉄バファローズ前期1回戦（日生球場）、1番・中堅手として先発出場
- 初打席・初安打：同上、1回表に鈴木啓示から右前安打　※西武ライオンズ球団初安打
- 初打点：1979年4月16日、対日本ハムファイターズ前期3回戦（西武ライオンズ球場）、5回裏に杉山知隆から
- 初本塁打：1979年5月9日、対南海ホークス前期3回戦（大阪スタヂアム）、3回表に森口益光からソロ

### 背番号
- 4 （1979年）
- 16（1999年 - 2001年）
- 26 （2013年）